# Canton de Marcq-en-Barœul
Le canton de Marcq-en-Barœul est un ancien canton français, situé dans le département du Nord et la région Nord-Pas-de-Calais.

## Composition

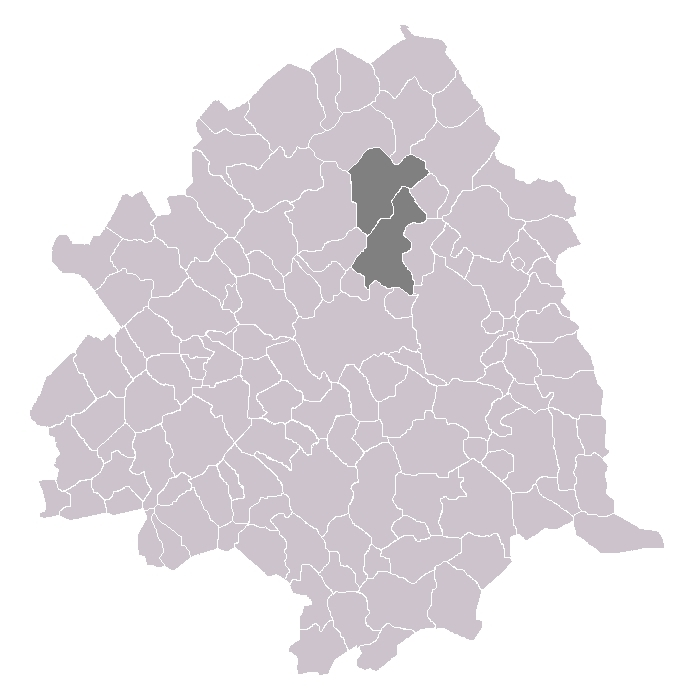
Canton de Marcq-en-Barœul dans l'arrondissement de Lille

Le canton de Marcq-en-Barœul regroupait les communes suivantes :
| Nom                         | Code Insee | Codepostal | Superficie (km2) | Population (dernière pop. légale) | Densité (hab./km2) |
| --------------------------- | ---------- | ---------- | ---------------- | --------------------------------- | ------------------ |
| Marcq-en-Barœul (chef-lieu) | 59378      | 59700      | 14,04            | 39 600 (2012)                     | 2 821              |
| Bondues                     | 59090      | 59910      | 13,05            | 9 828 (2012)                      | 753                |

## Histoire
Canton créé en 1964. (Décret  du 28 janvier 1964, division du canton de Tourcoing-Sud).
| Date d'élection        | Identité         | Parti                    | Qualité |
| ---------------------- | ---------------- | ------------------------ | --- |
| 1964-1968 (décès)      | Georges Lambrecq | UNR                      | Maire de Marcq-en-Barœul (1959-1968)                                                                                    |
| 29 septembre 1968-1988 | Michel Deplanck  | UDR puis RPR             | Premier adjoint au maire de Marcq-en-Barœul                                                                             |
| 1988-2013 (démission)  | Jean-René Lecerf | Union pour le Nord (RPR) | Enseignant du supérieur Sénateur (2001-2015) Maire de Marcq-en-Barœul depuis 1994 Élu en 2015 dans le Canton de Lille-2 |
| 2013-2015              | Isabelle Frémaux | UMP                      | Ancienne attachée parlementaire Élue en 2015 dans le Canton de Lille-2                                                  |

## Démographie
| 1968   | 1975   | 1982   | 1990   | 1999   | 2006   | 2011   | 2012   |
| ------ | ------ | ------ | ------ | ------ | ------ | ------ | ------ |
| 39 097 | 42 832 | 44 118 | 46 882 | 47 857 | 49 090 | 49 407 | 49 428 |